# Büyük Süleyman Pascha
Büyük Süleyman Pascha (türk. Büyük Süleyman Paşa) war von 1780 bis 1802 Beylerbey (Statthalter) Bagdads. Nach ihm ist die irakische Stadt Sulaimaniyya benannt. Er entstammt einer georgisch-mamlukischen Familie.